# Олександр (футзальний клуб, Харків)
«Олександр» — український футзальний клуб з міста Харкова. Заснований у 2001 році. Раніше виступав в чемпіонаті України, з 2010 року виступає в третій лізі любительському турніру Кубок ФК «Універ».

## Історія
Футзальну команду «Олександр» було створено 18 червня 2001 року за ініціативи Олександра Марковича Бандурки та Олександра Назаровича Ярмиша, які на той час обіймали посади президента та ректора Університету внутрішніх справ. Тренером команди було призначено Олександра Безпорочного, до складу ініціативної групи увійшов Олександр Луганський. Концентрація великої кількості Олександрів біля витоків команди й зумовила вибір її назви. Спонсором клубу виступив супермаркет «Клас».
Першу гру у змаганнях професійних колективів команда «Олександр» зіграла 14 жовтня 2001 року у місті Черкаси на майданчику команди «Вікторія-ЧІПБ». Гра закінчилася перемогою харків’ян з рахунком 6:4. Ця гра відбулася в рамках східної зони чемпіонату України з футзалу у першій лізі. З першого ж заходу «Олександр» за підсумками сезону виборов високе 3 місце, вигравши 12 ігор і програвши лише 5. Друге місце серед бомбардирів турніру посів гравець команди «Олександр» Богдан Чапель (26 голів у 18 матчах). Не залишилася поза увагою вболівальників вдала гра воротаря команди Олександра Ярмиша, який розпочав професійну кар’єру футзаліста у 50 років. Також команда брала участь у змаганнях за Кубок України, де на стадії 1/8 фіналу поступилася у двох матчах визнаному лідеру вітчизняного футзалу «Шахтарю» з Донецька.

«Олександр» на початку своєї історії

Успішний старт команди та набутий досвід зумовили висування на наступний сезон більш високого завдання – виходу у вищу лігу. Це в свою чергу вимагало шукати резерви підсилення гри команди. Для цього до команди було запрошено гравця молодіжної збірної України перспективного нападника Артема Ковальова, досвідченого воротаря і гравця національної збірної України заслуженого майстра спорту Василя Сухомлінова та молодого перспективного тренера Романа Павлова, який нещодавно завершив кар’єру професійного гравця. Це підсилення дало свої результати. Василь Сухомлінов не тільки надійно захищав ворота, а й майстерно розпочинав результативні контратаки і виконував функції польового гравця у критичні моменти матчів. Артем Ковальов забив 30 голів і посів 3 місце у заліку найкращих бомбардирів, а команда стала переможцем своєї групи у першій лізі, після чого зайняла перше місце й у фінальній групі. Сенсаційно вдало команда виступила у Кубку України 2002/03. Залишивши переможеними цілу низку команд вищого футзального ешелону, олександрівці на півфінальній стадії у напруженій боротьбі як і в минулому році поступилися чемпіону України «Шахтарю». За вихід у півфінал Кубку України всі гравці команди отримали спортивне звання кандидатів у майстри спорту. Окрім того, в 2003 році команда Університету внутрішніх справ, створена на базі спортивного клубу «Олександр», перемогла в Чемпіонаті світу серед поліцейських, що проходив у ПАР.
Отримавши підвищення у класі, команда «Олександр» у сезоні 2003/04 року у змаганнях Першості України серед команд вищої ліги посіла високе, як для дебютанта, 5 місце з 12 команд, випередивши таким чином свого принципового суперника -  «Універ-Локо». Найкращим бомбардиром турніру став Артем Ковальов (24 голи), який разом з Василем Сухомліновим був запрошений до складу національної збірної України. Вдала гра Артема Ковальов за «Олександр» стала трампліном для його запрошення до московського ЦСКА. У Кубку України харків'яни на стадії чвертьфіналу, вигравши вдома 4:3 у команди «Дніпроспецсталь» із Запоріжжя, у гостях поступилися з рахунком 2:5 і вибули зі змагань.
В наступному сезоні «Олександр» опустився на 7-ме місце. У лідери команди цього сезону увійшли Євген Юнаков та Євген Валенко. Набуті у матчах за «Олександр» досвід і майстерність дозволили їм у подальшому стати лідерами у провідних футзальних командах України і отримати запрошення до національної збірної команди України.
Перед сезоном 2005/06 було поставлене завдання потрапляння в п'ятірку, проте наслідки бурхливих політичних подій помаранчевої революції, які призвели до змін у керівництві Університету внутрішніх справ, позначилися й на долі команди. Після того, як університет залишили Олександр Бандурка та Олександра Ярмиш команда фактично залишилася без будь-якої підтримки керівництва університету. Окремі гравці команди з числа курсантів та студентів університету перевелися на навчання у інші вищі навчальні заклади, атестовані працівники кафедри спеціальної фізичної підготовки університету Роман Павлов та Богдан Чепель були змушені шукати іншу роботу. Вже за інерцією та завдяки особистій підтримці Олександра Бандурки, Олександра Ярмиша та Валерія Московця команда «Олександр» зуміла дограти свій останній сезон у вищій лізі чемпіонату України і у підсумку посіла 13 місце серед 17 команд. Важливу роль у збереженні команди у ці скрутні часи зіграв начальник команди Олександр Московець, який впродовж 2003-2006 років працював на загальну справу становлення команди та досягнення нею гідних спортивних результатів. Декілька ігор за команду провів відомий український футзаліст Олександр Кондратюк (багаторазовий чемпіон України, гравець збірної України), який був орендований у «Шахтаря».
У період з липня 2007 до вересня 2010 року «Олександр» не брав участі у змаганнях з футзалу.
З поверненням в університет Олександра Марковича Бандурки та Валерія Івановича Московця почалося відродження команди «Олександр». До роботи в університеті повернулися тренер команди Роман Павлов та один з лідерів команди 2003-2006 років Юрій Крамаренко. Після чого команда перемогла у Студентській лізі м. Харкова з футзалу. Зараз команда бере участь у найбільш представницькому та масовому футзальному турнірі в Україні на Кубок ФК «Універ».

## Керівництво команди
- Олександр Бандурка — почесний президент у 2001-2007, 2010-2011 роках.
- Олександр Ярмиш — президент у 2001-2007 роках.
- Валерій Московець — президент у 2010-2011 роках і віцепрезидент у 2001-2007 роках.
- Олександр Московець — начальник команди у 2003-2007 роках.
- Олександр Безпорочний — Головний тренер у 2001-2002 роках.
- Роман Павлов — головний тренер у 2002-2007 та 2010-2011 роках[11].

## Титули та досягнення
- Семикратний чемпіон світу серед поліцейських команд з футзалу[12]
- Переможець Студентської ліги м. Харкова з футзалу 2010 р.
- Срібний призер турніру «Кубку визволення» (м. Харків) 2002 р.
- Бронзовий призер турніру «Кубку визволення» (м. Харків) 2005 р.